# Balatonkenese
Balatonkenese város Veszprém vármegyében, a Balatonalmádi járásban. Népszerű üdülőhely, amely a Balaton-felvidék különleges panorámáját kínálja. Vitorláskikötője és strandjai a vízi sportok kedvelőinek nyújtanak élményeket.

## Fekvése
Balatonkenese a Balaton északkeleti csücskében fekszik, Budapesttől kb. 100 km-re délnyugatra, míg a vármegyeszékhely Veszprémtől 25 km-re délkeletre, a Kenesei-magasparton. A balatoni települések között különleges fekvésű, hiszen Balatonakarattyán kívül az egyetlen olyan Balaton parti település, amely igazából sem nem déli, sem nem északi parti. A magaspartról, illetve a közvetlen vízpart jelentős részéről a Balaton egész keleti medencéje a Tihanyi-félszigetig jól belátható, kedvező időjárás esetén a tájkép minden évszakban látványos. A magasparti rész a település délkeleti részében 40–50 m-es tereplépcsővel folytatódik a keskeny partközeli zónában, amely a 19. században, még a partvédművek kialakítása előtt helyenként a magaspartról lassan, de folyamatosan leomló, túlnyomórészt pannon korú üledékek felhalmozódási térszíne volt. A két eltérő magasságú zóna között ezen a részen csak helyenként van átjárás, (ilyen például a függővölgyként a vasútig kinyíló Macskatorok), északnyugat felé a peremjelleg egy jelentős partszakaszon megszűnik. Maga a Balaton a part mentén viszonylag mély, a déli parton jellemző sekélyes rész itt már nincs meg. Részben e sajátos földrajzi fekvés az oka turisztikai jelentőségének is (pl. vitorlásversenyek és horgászat szempontjából).

### Közlekedési kapcsolatai
Közúton a 71-es úton Keszthely-Fenékpuszta vagy Lepsény irányából érhető el (a 710-es elkerülő út a közelmúltban készült el, ez utóbbi északról kerüli ki a város belterületét). Budapestről az M7-es autópályán a balatonvilágosi lehajtóig, onnan a 71-es úton közelíthetjük meg. Balatonfűzfő irányából szintén a 71-es úton juthatunk el ide, a vármegyeszékhely, Veszprém felől pedig a 72-es, majd Balatonfűzfő után a 71-es úton. Papkesziről pedig a 710-es utat is keresztező 7213-as úton (Fő utca), amely Balatonfűzfő gyártelepi részén ágazik a 72-esből és itt ér véget a 71-esbe torkollva a település tulajdonképpeni főutcájaként. Keletről Balatonfőkajárral, azon túl Fülével és Polgárdival van közúti összeköttetés a 7205-ös úton, amely a már különvált Balatonakarattyán torkollik a 71-esbe. Még egy útszakasza számozódik országos közútként: a Fő utcából a vasútállomás felé vezető 72 306-os út (Táncsics Mihály utca, majd Bakó József utca). A part menti út a déli part felé a közforgalom számára nincs nyitva, a magasparton át, illetve kerülővel lehet Balatonakarattyán keresztül Balatonvilágos aligai részére jutni.
A településen kijelölt kerékpárút halad át, és sok csillapított forgalmú utca alkalmas a kerékpározásra.
Balatonkenese vasútállomás a MÁV 29. számú Börgönd–Szabadbattyán–Tapolca-vasútvonalon fekszik. (Balatonakarattya önállósodása előtt három vasúti megállási pont is volt a város területén, a leválás óta a másik két állomás (Balatonakarattya és Csittényhegy megállóhelyek) közigazgatásilag a különvált településhez tartozik.) A nyári időszakban sűrített menetrenddel, klimatizált, modern vonatok közlekednek; az év többi részében viszont ritkított a menetrend és alacsony színvonalú a vasúti szolgáltatás.
Menetrend szerinti hajójáratok kötik össze többek között Siófokkal és Balatonalmádival.

## Története
Balatonkenese történelme a régmúlt időkre nyúlik vissza. Eredeti neve Knésa, amely pannonszláv eredetű szó, jelentése "a kenézé", vagyis a "fejedelemé", birtokos esetben. Később ez változott át Kenesére (az 1528-ban kiadott Tabula Hungariae is ezen a néven tünteti fel), majd Balatonkenesére.
Megfordultak erre a tatár, majdan török hordák, ezen történelmi megpróbáltatások emlékét őrzik a magaspart oldalába vájt „lakhelyek”, amiket a néphagyomány Tatárlikaknak nevez. 1532-ben országgyűlést tartottak Kenesén. 1846-ban a Kisfaludy gőzös, fedélzetén Széchenyi Istvánnal, először Balatonkenesén kötött ki.
Az első temploma a mai református templom helyén eredetileg 1231-ben épült, tornya gótikus stílusú volt, a török pusztítás után átépítették barokk stílusban. A templom mellett emléktábla őrzi Mosonyi Márton prédikátor emlékét, akit 1700-ban elűztek, de később a kurucok visszahoztak. A katolikus templom késő barokk stílusban épült 1819-ben. A toronyban lévő legnagyobb harangot Szent István király és Orbán pápa képe díszíti. A főoltár képe (Szent István felajánlja a koronát Szűz Máriának) Pribék István adományaként került a templomba. A mennyezet freskóit Graits Endre festőművész készítette 1907-ben.
A helyi tekintélyes földbirtokos református családok között a Parragh család szerepel, amelynek a háza a hegyen, régi temető mellett helyezkedett el. A református templom mögötti dombon feküdt a család birtoka és kis háza. A család utolsó férfi tagja, Parragh Farkas, a városnak adományozta a család "kertjét" a rendszerváltozás előtt, amiből a "Parragh-kert" jött létre. A hatvanas évektől kezdve az M7-es autópálya megépüléséhez kapcsolódóan javuló megközelíthetősége miatt turisztikai szempontból egyre fontosabbá vált. A SZOT és a Magyar Posta is itt építtetett üdülőközpontokat. A hetvenes évektől, ahogyan az egész balatoni régióban, fellendült a magánüdülés is.
2009. július 1. óta városi ranggal rendelkezik. A 2010-es években kezdeményezés indult a 20. század közepéig önálló községként létező Balatonakarattya városrész önállósodására. A sikeres népszavazást követően 2012. december 21-én Balatonakarattyát önálló községgé nyilvánították a 2014. évi önkormányzati választás napjával, ezáltal a város korábbi déli része már nem tartozik Balatonkeneséhez.

## Közélete

### Polgármesterei
- 1990–1994: Kuti Csaba (MDF)[3]
- 1994–1998: Kuti Csaba (FKgP-KDNP-MDF-MSZDP-Ipartestület)[4]
- 1998–1999: Kuti Csaba (MDF)[5]
- 1999–2002: Kürthy Lajos (független)[6]
- 2002–2006: Kürthy Lajos (független)[7]
- 2006–2010: Sörédi Györgyné (Fidesz-MDF)[8]
- 2009–2010: Sörédi Györgyné (Fidesz-KDNP)[9]
- 2010–2014: Tömör István (Fidesz-KDNP)[10]
- 2014–2019: Tömör István (Fidesz-KDNP)[11]
- 2019–2024: Jurcsó János (független)[12]
- 2024– : Ambrus Gábor (Fidesz-KDNP)[1]

A településen 2009. december 28-án időközi polgármester-választást (és képviselő-testületi választást) tartottak, az előző képviselő-testület önfeloszlatása miatt.

### Alsóréti Üdülő Egyesület

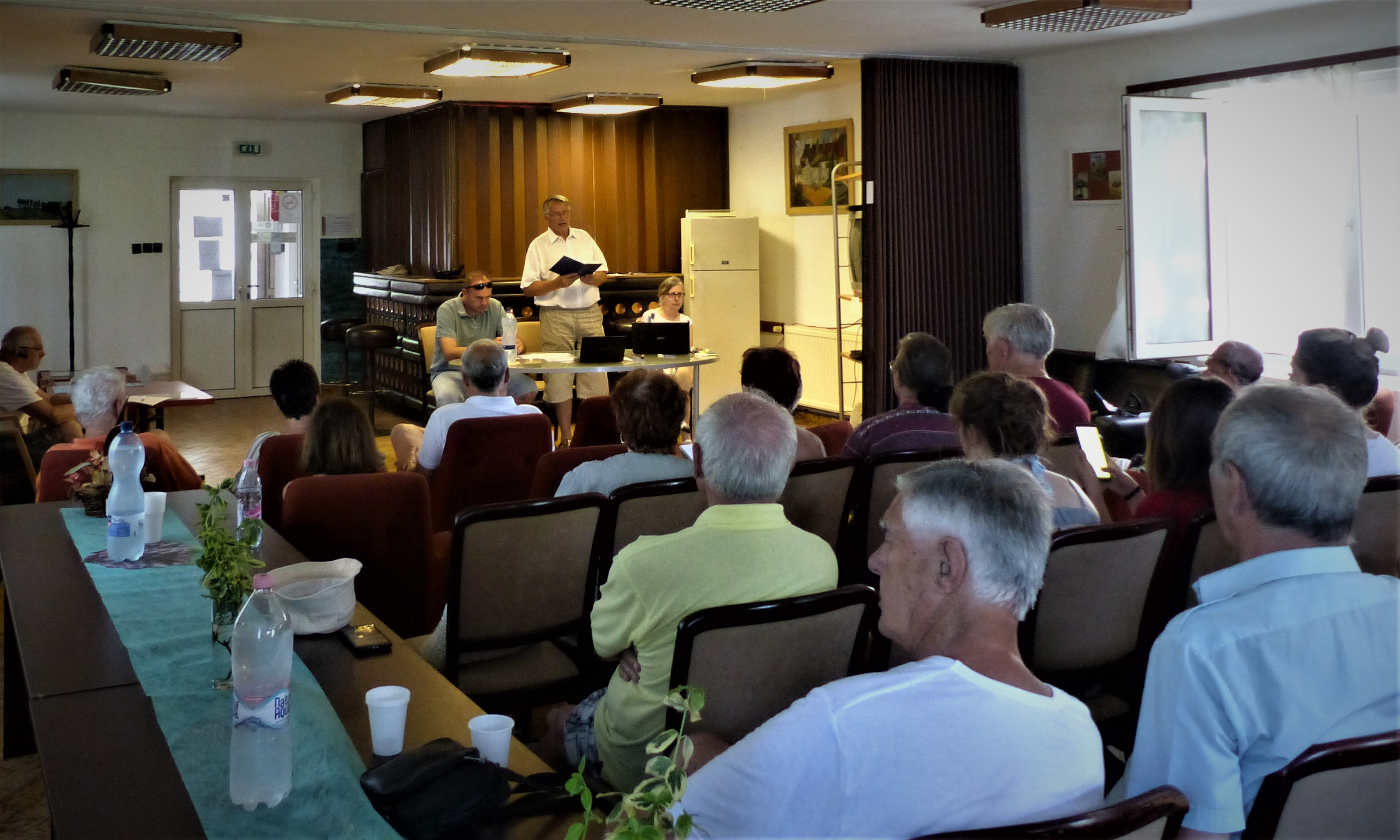
Az Alsóréti Üdülő Egyesület közgyűlése 2019-ben

Az Alsóréti Üdülő Egyesület 1995-ben alakult meg, az Alsóréten található 1250 ingatlan tulajdonosának összefogása érdekében.  Munkáját öttagú Intéző Bizottság irányítja, háromtagú Felügyelő Bizottság ellenőrzi. Az Egyesület  viseli gondját az Alsóréti Szabadstrandnak, a Parti sétány közparkjában szörf-  és csónaklejárót épített, a horgász-tagozat részére területet bérel a Vízügytől.  Az 1200 példányban kiadott Alsóréti Hirlevél rendszeres tájékoztatást ad az alsóréti nyaralókat érintő kérdésekről. 2019-ben az egyesület sikeresen fellépett a Vak Bottyán strand melletti szabad Balaton-part védelme érdekében, ahol az Önkormányzat elektromos vízi járművek részére szabadkikötő építését tervezte.[forrás?]

## Népesség
A település népességének változása:
| Lakosok száma | 3334 | 3359 | 2576 | 2787 | 2466 | 2587 | 2559 |
|               | 2013 | 2014 | 2015 | 2021 | 2022 | 2023 | 2024 |

A 2011-es népszámlálás idején a lakosok 87,6%-a magyarnak, 1,5% németnek, 0,2% cigánynak, 0,2% románnak mondta magát (12,4% nem nyilatkozott). A vallási megoszlás a következő volt: római katolikus 30,5%, református 22,9%, evangélikus 2%, görögkatolikus 0,5%, felekezeten kívüli 15,9% (27,6% nem nyilatkozott).
2022-ben a lakosság 87,5%-a vallotta magát magyarnak, 1,5% németnek, 0,2% horvátnak, 0,2% lengyelnek, 0,1-0,1% cigánynak, románnak, görögnek és ruszinnak, 2,9% egyéb, nem hazai nemzetiségűnek (11,8% nem nyilatkozott; a kettős identitások miatt a végösszeg nagyobb lehet 100%-nál). Vallásuk szerint 24,3% volt római katolikus, 16% református, 1,5% evangélikus, 1,1% görög katolikus, 1,1% egyéb keresztény, 1,7% egyéb katolikus, 12,6% felekezeten kívüli (41,3% nem válaszolt).

## Turisztikai jelentősége

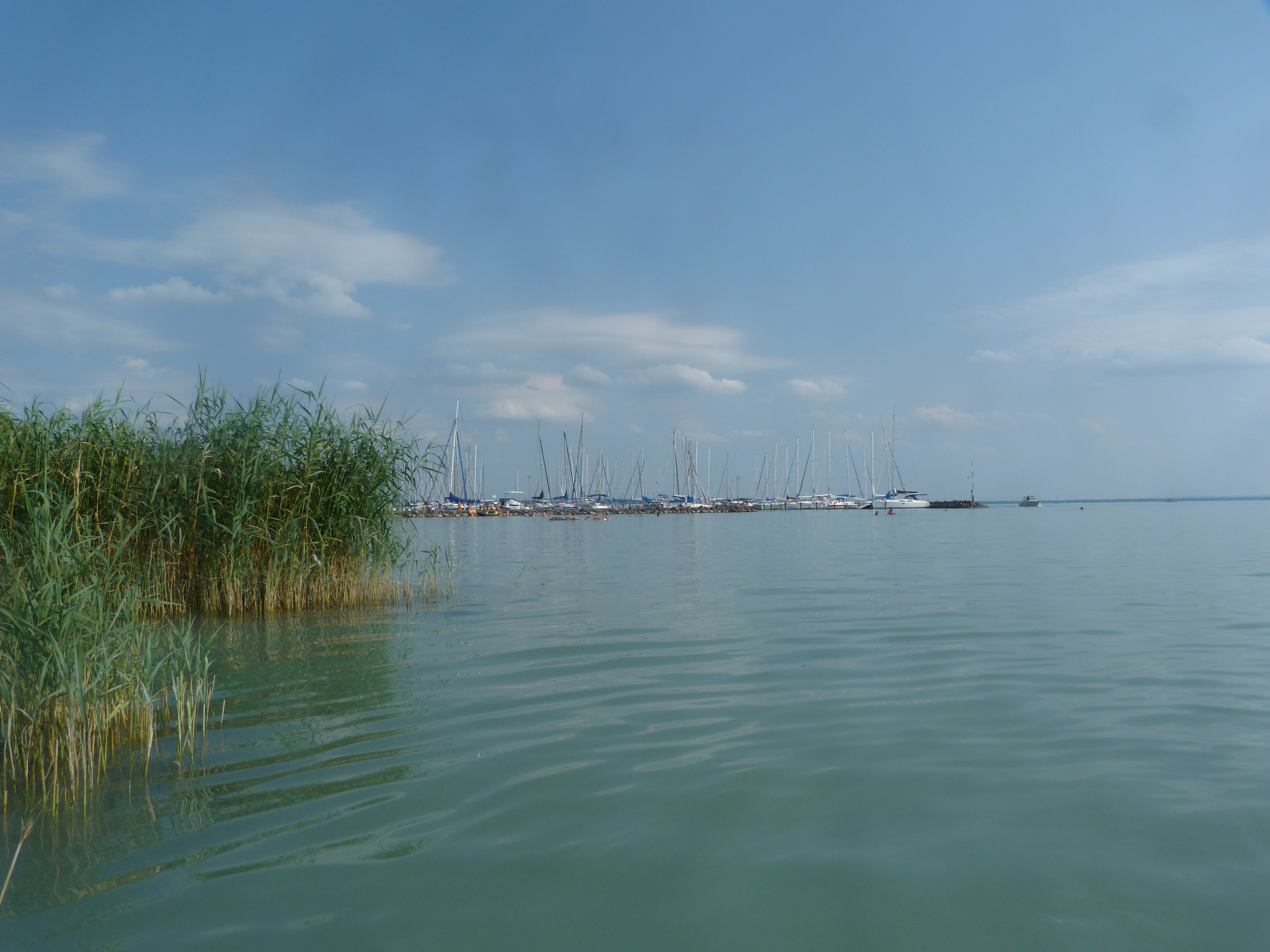
Balatonfői Yacht Klub

A település a balatoni régió fejlődésével együtt fejlődött, leginkább a felújított strandoknak és a számtalan üdülőnek köszönhetően. A korábbi, eredetileg állami tulajdonú üdülőkből mára csak néhány maradt fent, egy részük szállodává alakult át, a kisebb üdülők magánkézbe kerültek. Több jachtkikötő épült a kenesei partvonalon, illetve felújították a hajóállomást is. A Balaton Keleti Kapuja Turisztikai Egyesület 2007 óta látja el a település turisztikai desztinációs feladatát, illetve üzemelteti a helyi tourinform irodát.

### Jelentősebb helyi rendezvények
Kékszalag

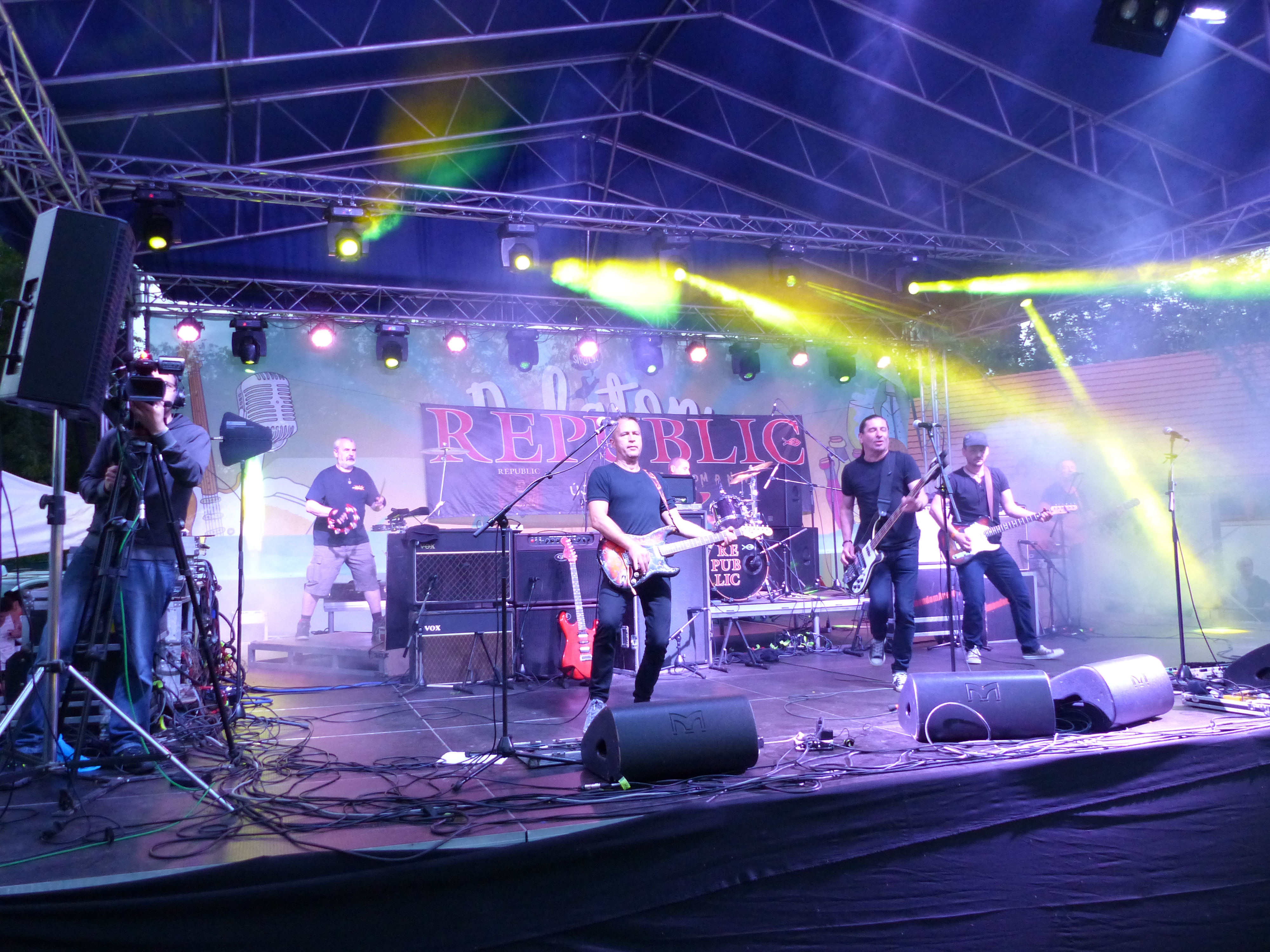
A Republic együttes a Balaton Fesztiválon

1934. július 27. óta, ma már évente, megrendezik a Kékszalag Vitorlásversenyt. Európa legrégebbi és leghosszabb tókerülő vitorlásversenyének 1. bójája Balatonkenesén, a Partfő alatt van, a kikötő mólójától 500 méterre. A Partfőről és a Soós Kilátóról kiváló a rálátás a bóját kerülő versenyzőkre, akik a bója után Keszthely felé fordulnak. A balatoni hajózás kezdetei is a Balatonfüred-Balatonkenese távhoz kapcsolódnak. Széchenyi István is ennek a távnak a megtételével indította útjára a Kisfaludy gőzöst 1847. március 29-én.
Lecsófesztivál
Balatonkenese ad otthont Magyarország első országos lecsófesztiváljának, amit 2005-ös alapítása óta minden évben megrendeznek, általában augusztus végén.
Balaton Fesztivál
2017 nyarától rendezik Balatonkenesén Balaton gasztrofesztivált. Az első fesztivál 2017. június 29 -től július 2-ig tartott: az első napon hiphopegyüttesek léptek fel – Sub Bass Monster, Animal Cannibals, Akkezdet Phiai. A második napon, 30-a, pénteken indie pop és rockzenei fellépők működtek közre – Queen's Land, Firkin, Lord, Reckless Roses –, a harmadik nap fő fellépői a Groovehouse, az UFO és a Kozmix voltak, a negyedik napon pedig a Varnyú Country, a Mokka Tribute, a Republic és a Balkan Fanatik együttesek játszottak.
Keszegrágó Napok
A 2019 nyarán életre hívott rendezvény a júliusi-augusztusi hétvégék programkínálatát erősítette. Halfőzőverseny és együttesek fellépései.
Balatonman Kenese

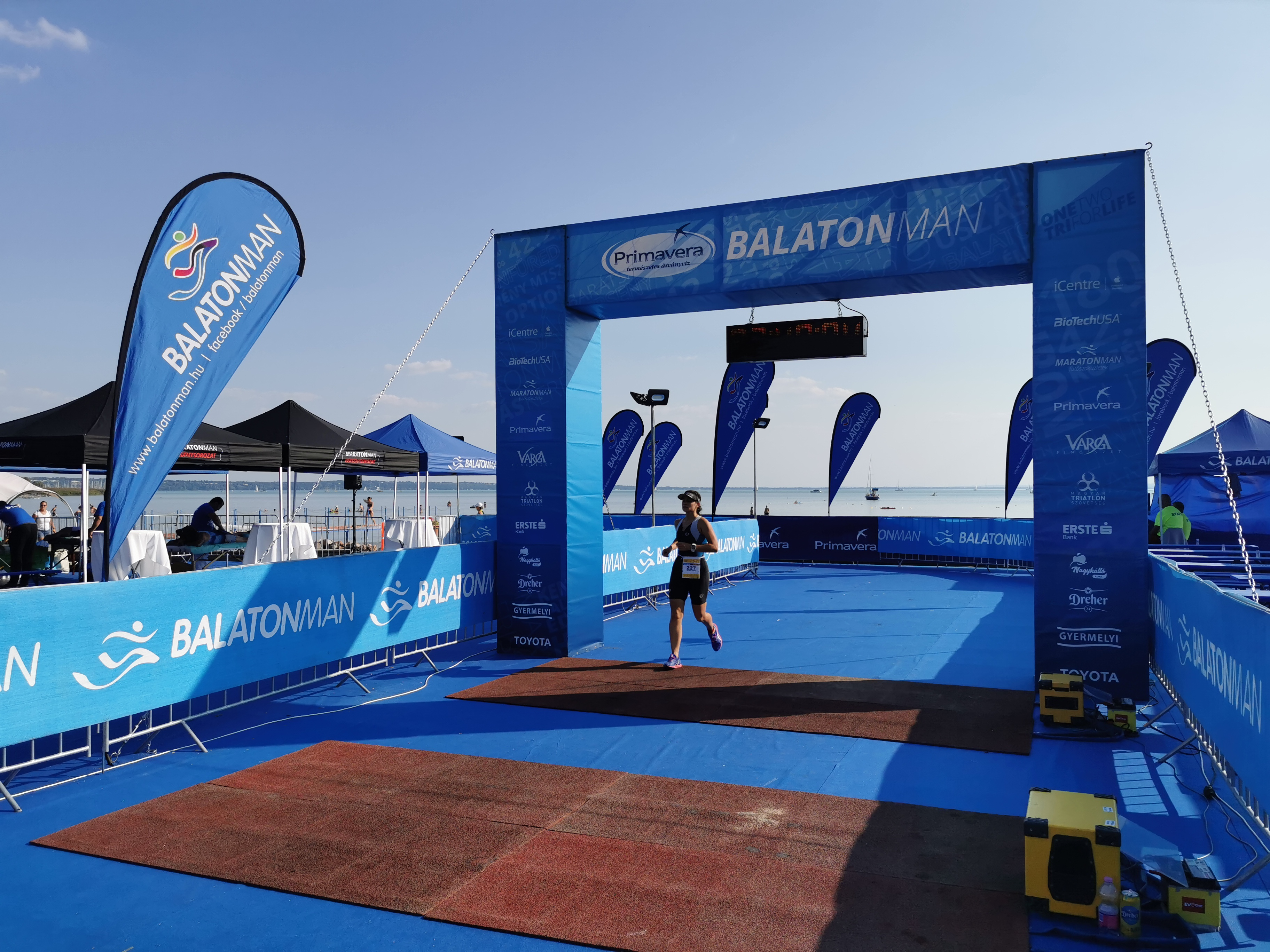
Márkus Ágnes a célban

2014-ben rendezték meg a füredi triatlon verseny mellett Balatonkenesén is a Balatonman Kenesét. 2020-ban már visszakerült a versenykiírásban az irontáv is. Főszervező Zelcsényi Miklós (Muki). Az irontáv versenykiirása: 3800 m úszás 1. Az úszás helyszíne a balatonkenesei Vak Bottyán strand, a versenyzők a vízből 2. Az irontáv mezőnye 4 kört úszik 3. 24 fok alatti vízhőmérséklet esetén a neoprén ruha használata engedélyezett, 16 fok alatt kötelező 4. Limitidő: 2 óra 10 perc a kerékpározás megkezdéséhez

## Nevezetességei

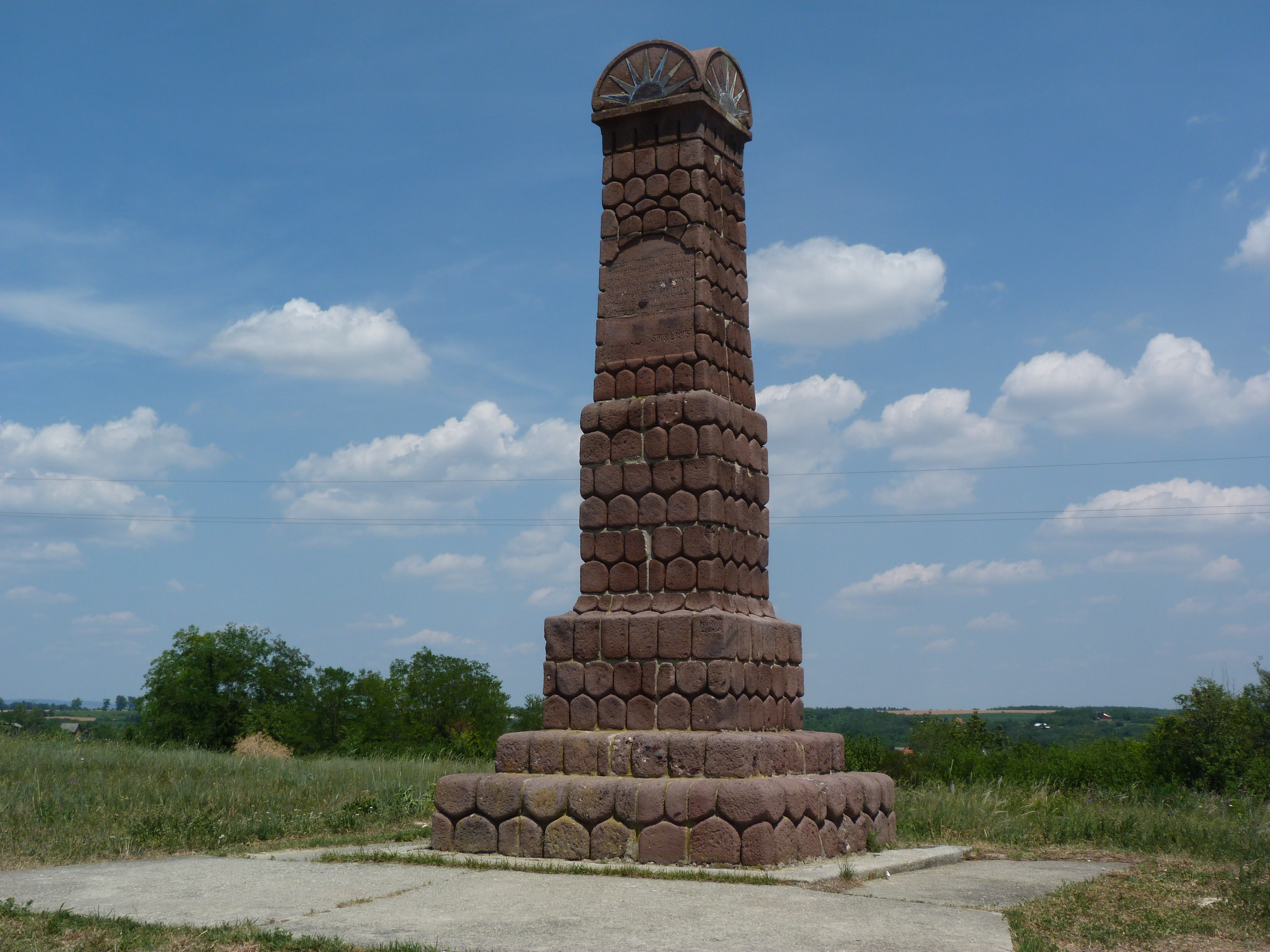
Soós Lajos emlékoszlopa Balatonkenesén

- Itt található a májusban virágzó, fokozottan védett tátorján kis számú európai élőhelyének egyike.
- Soós-hegy, amely Soós Lajos költőről kapta a nevét. A hegyen van egy kilátó és a hegy oldalában nyílnak a Tatár-likak.
- Kossuth szobor, amelyet másodikként állítottak az országban
- Tájház, gyűjteményében néprajzi emlékek, gazdasági eszközök, valamint a kenesei Kossuth Bizottság iratai, a várossal kapcsolatos kiadványok, továbbá Soós Lajos, helyi költő és más neves személyek emléktárgyai találhatók. A Falumúzeum 2011-ben Az év Tájháza lett Magyarországon.
- Parragh kert: 3,5 hektáros növénypark, arborétum
- Soós Lajos-emlékoszlop: a löszpart legmagasabb pontján áll a Soós Lajos (1856-1902) helyi költő tiszteletére 1927-ben emelt, vörös kőből faragott emlékoszlop.
- 1846. október 18-án a mai Széchenyi park területén kötött ki első, Balatonfüred és Kenese közötti útján az első balatoni hajó, a Kisfaludy. A hajón Kenesére érkező Széchenyi István ekkor avatta fel a Clark Ádám által tervezett, fából épített kikötőt.

## Kuti Csaba A Veszprémi Közgyűlés egykori elnöke
- Itt élt Soós Lajos helyi költő.
- Itt lakik Majoros Árpád helyi költő, gondolatíró.
- Itt élt Bakó József helyi református lelkész, író, országgyűlési képviselő.
- Itt élt Bayer Emil helyi költő.
- Itt töltötte a nyarakat Pilinszky János költő.
- 1926-ban itt született Körmendy Ágoston a magyar autógyártás kiemelkedő mérnöke.
- 1933-ban itt hunyt el Babay Kálmán református lelkész, író.
- Litkey Farkas a Kékszalag 13-szoros abszolút győztese
- Jánossy Gusztáv Katolikus püspök, műfordító

## Kulturális intézmények
- Tájház (Kossuth u. 6.)
- Kultúra háza (Kálvin J. tér 4.)
- Könyvtár (Kálvin J. tér 3.)

## Képgaléria

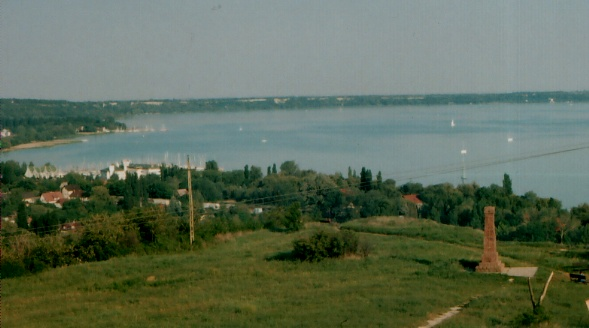
Soós hegy
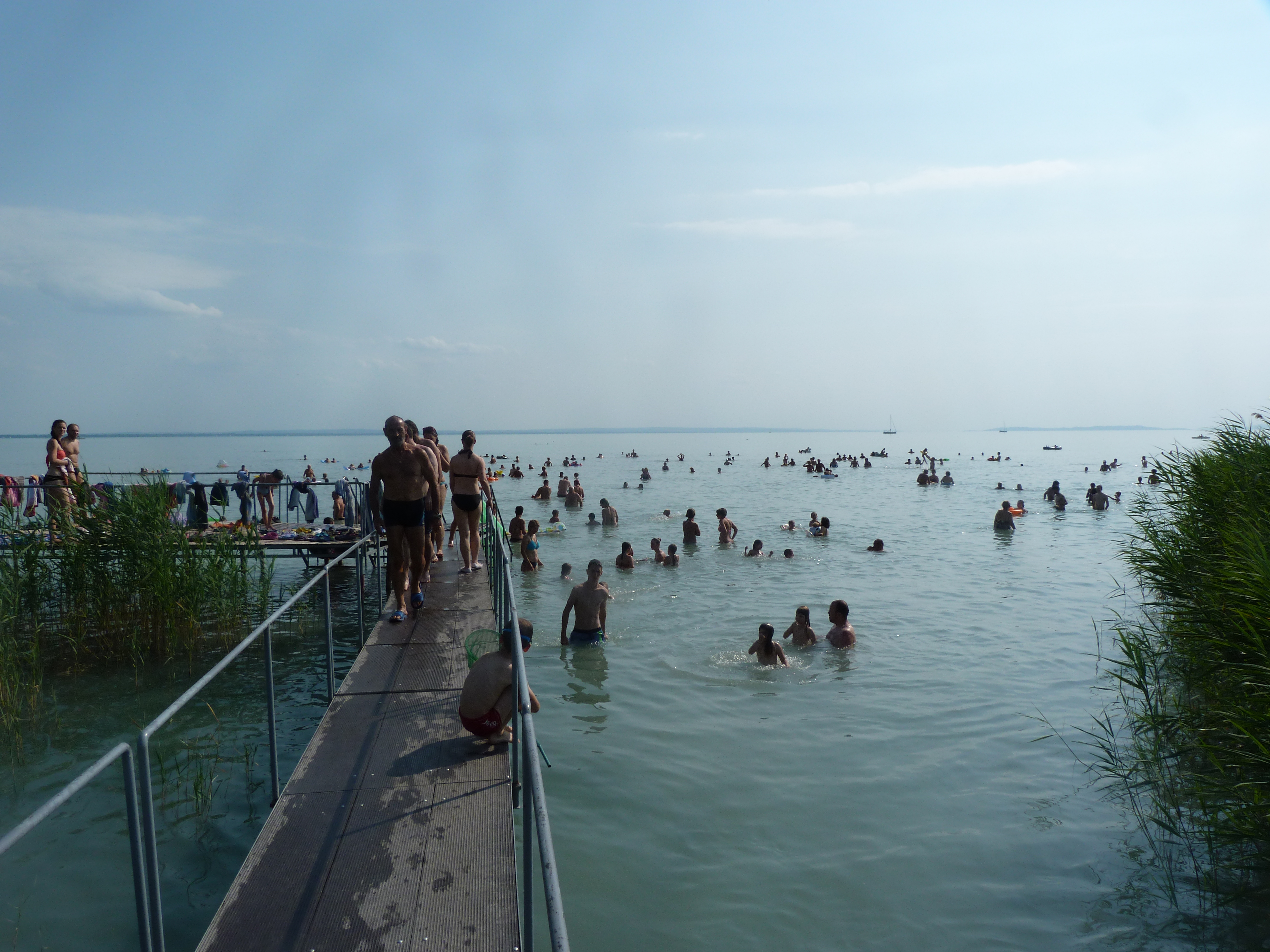
Alsóréti Szabadstrand
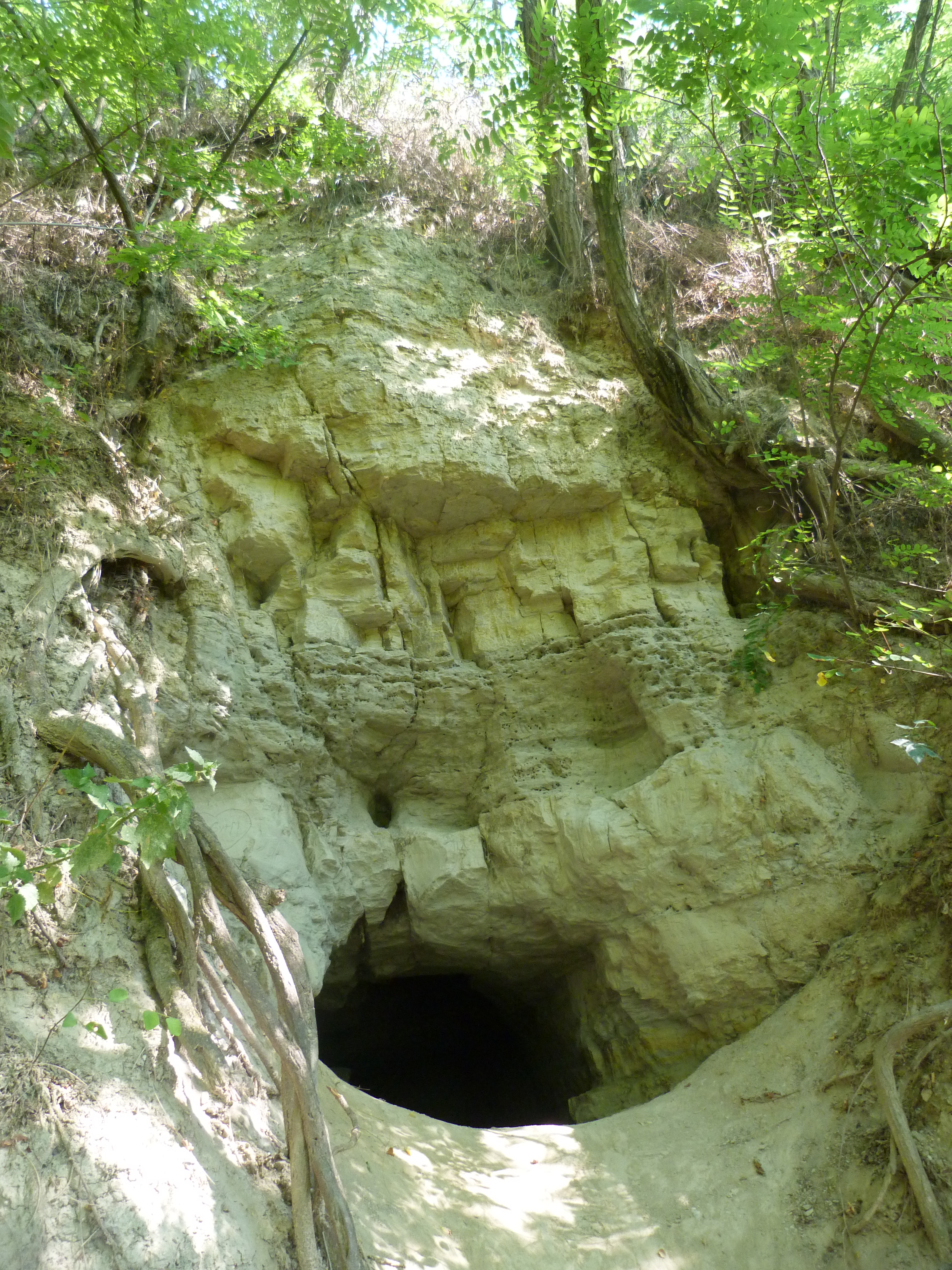
Tatár lik - Balatonfő
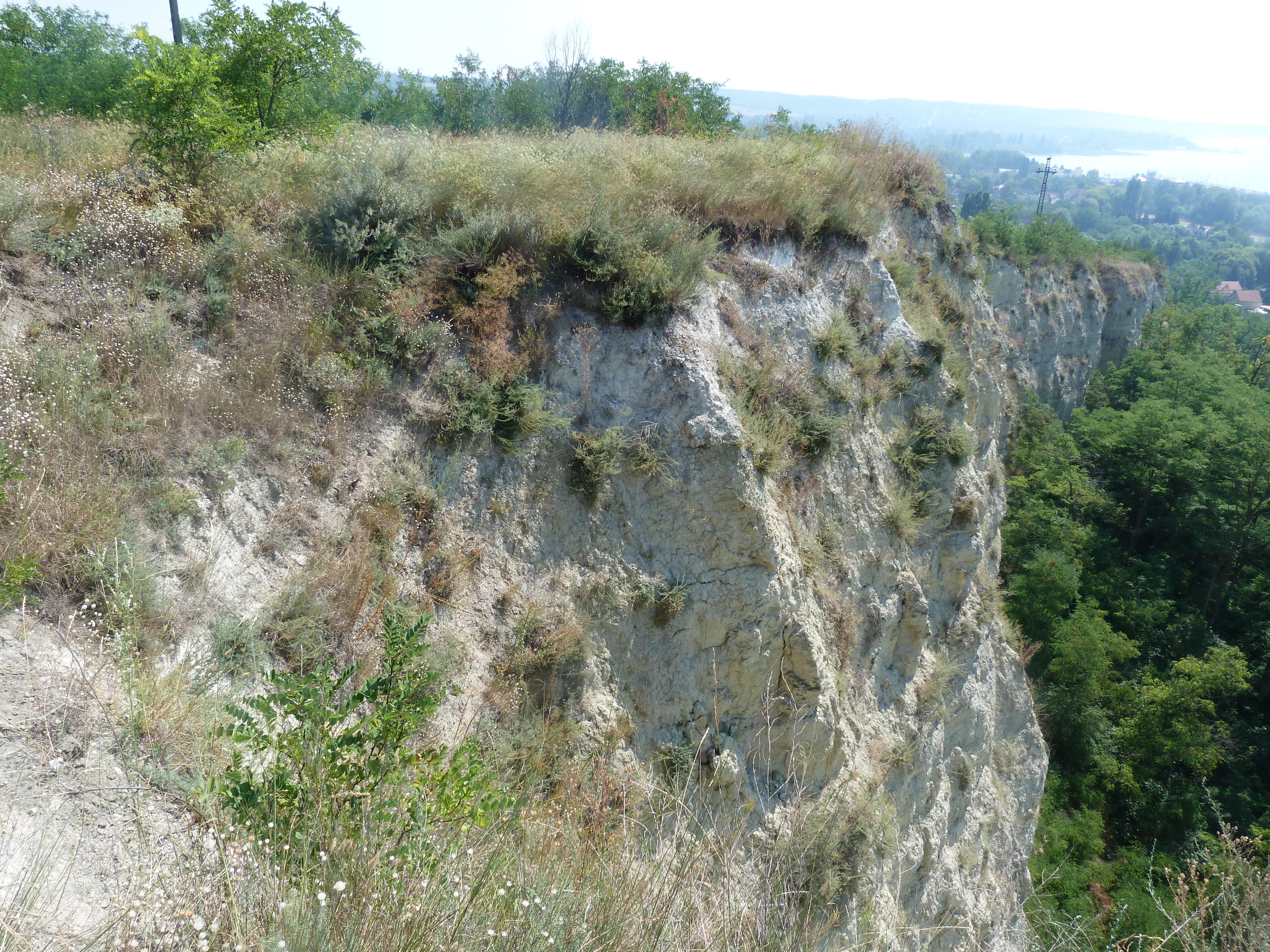
Kilátás a Balatonfőről
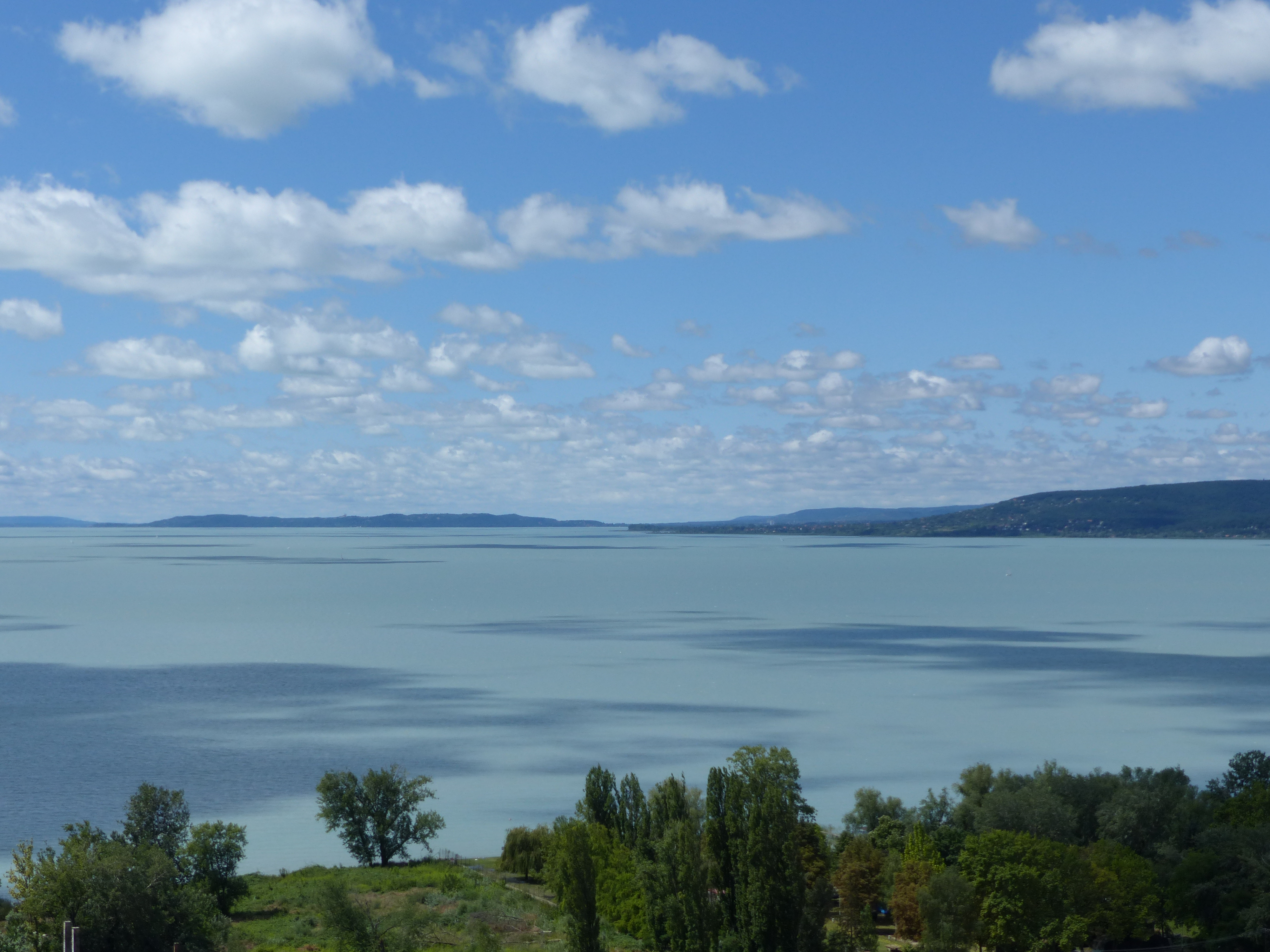
Balaton - a Partfőről
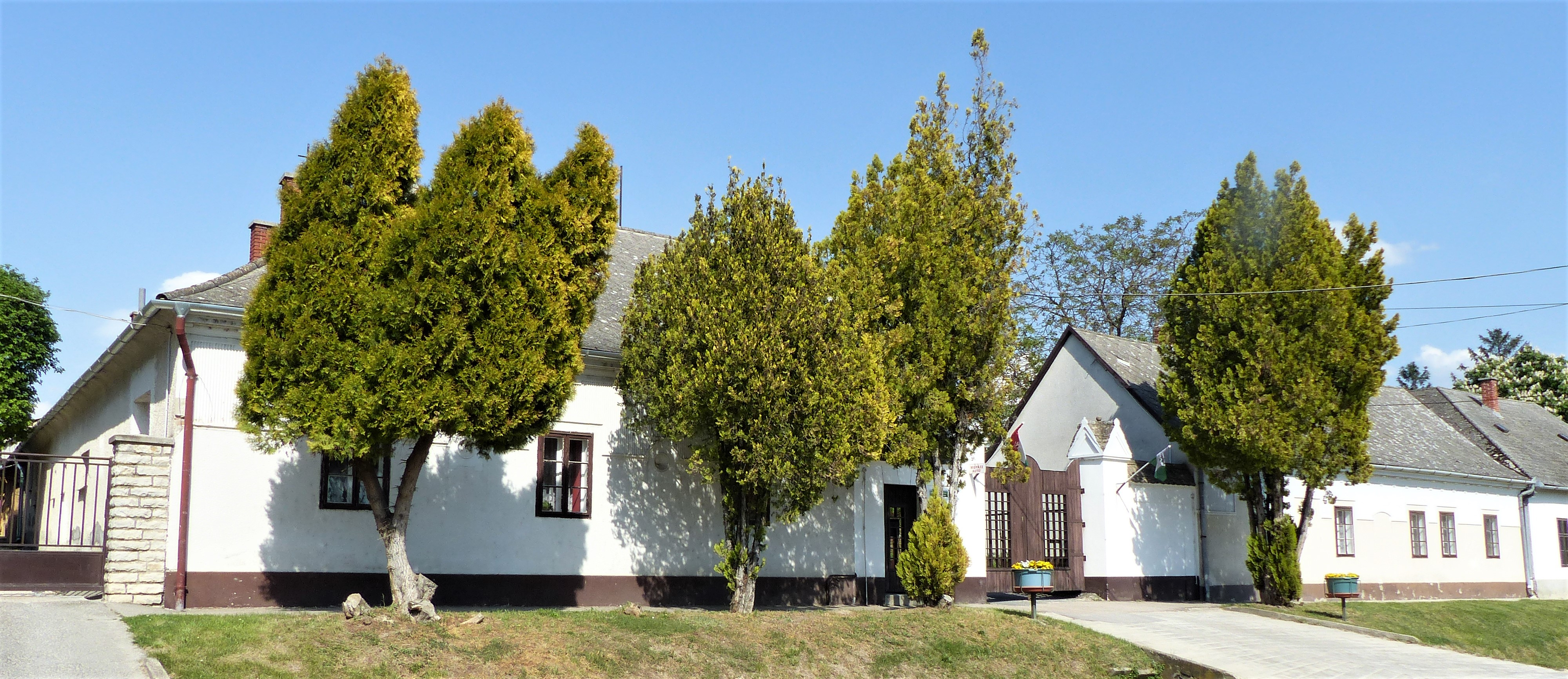
Városgondnokság
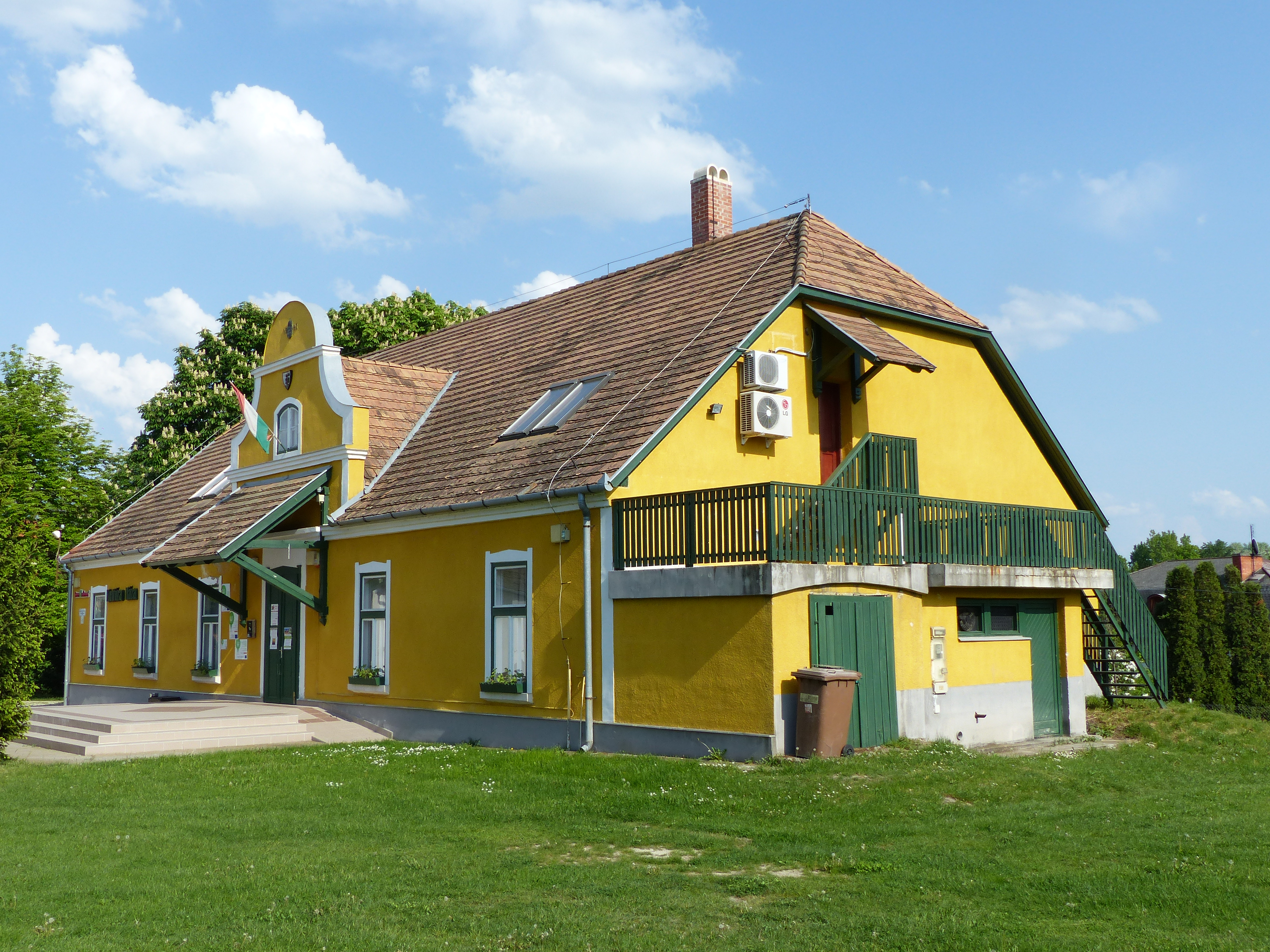
Kultúra háza
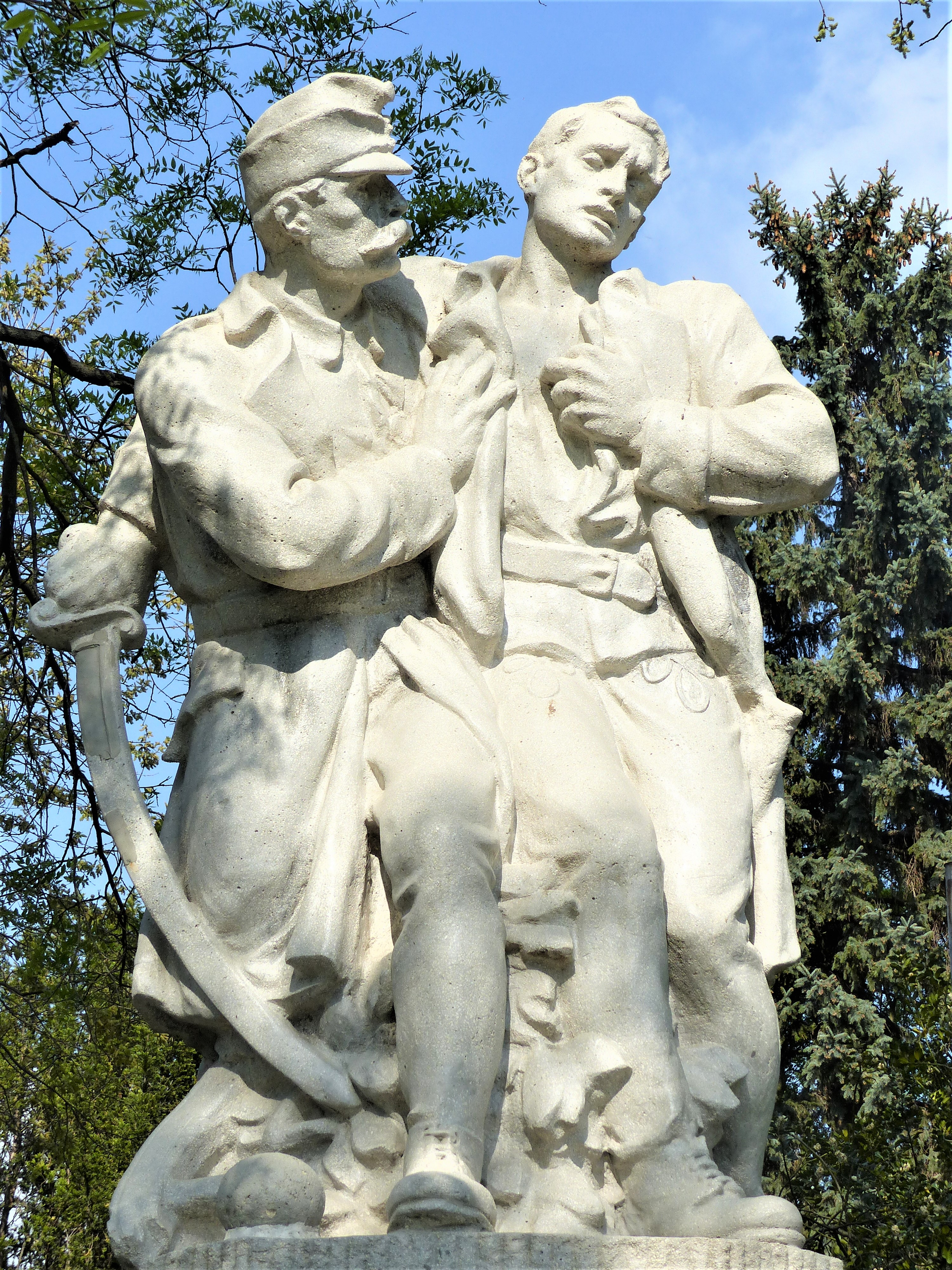
A Hazáért
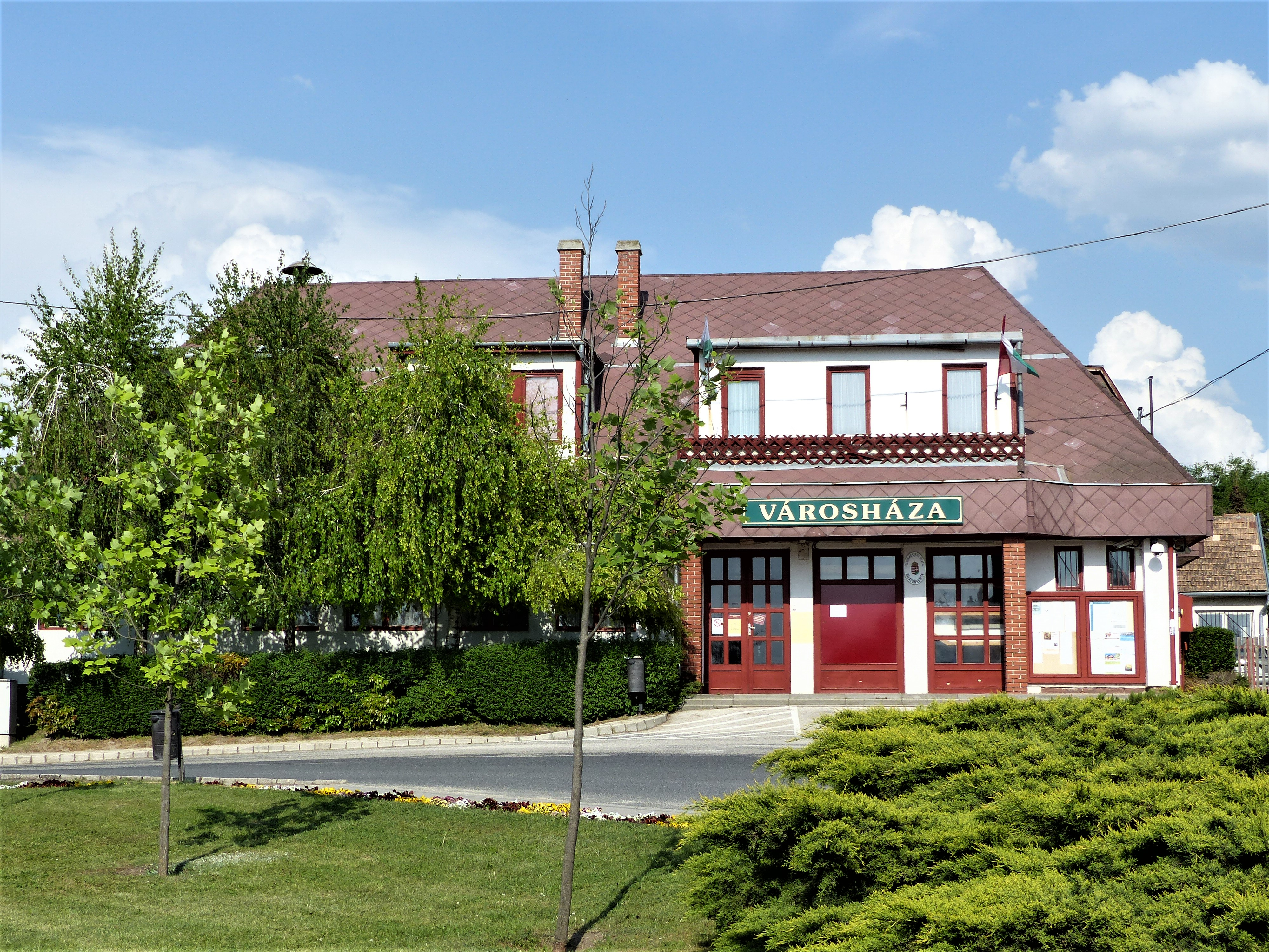
Városháza
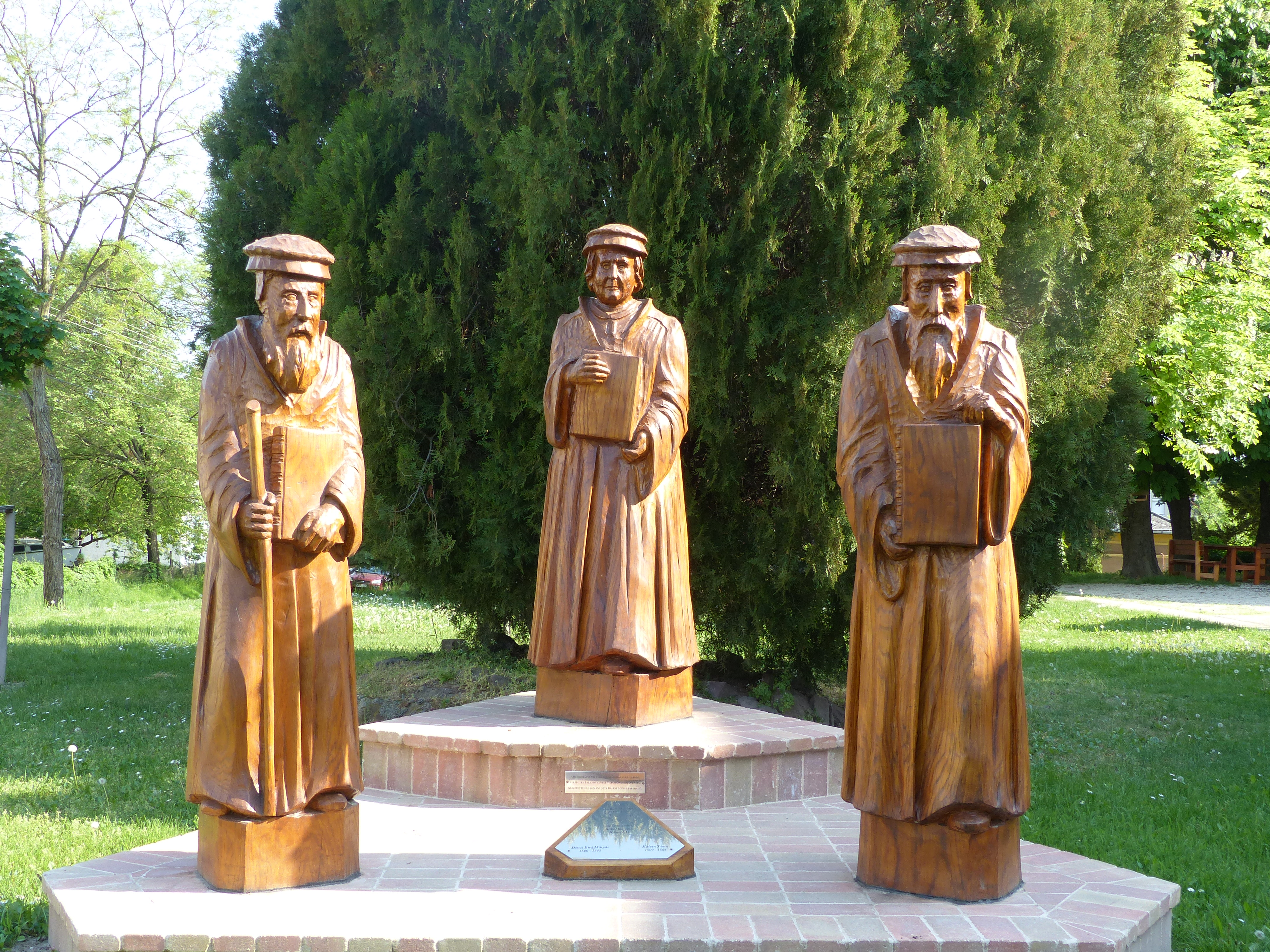
A reformáció csarnoka
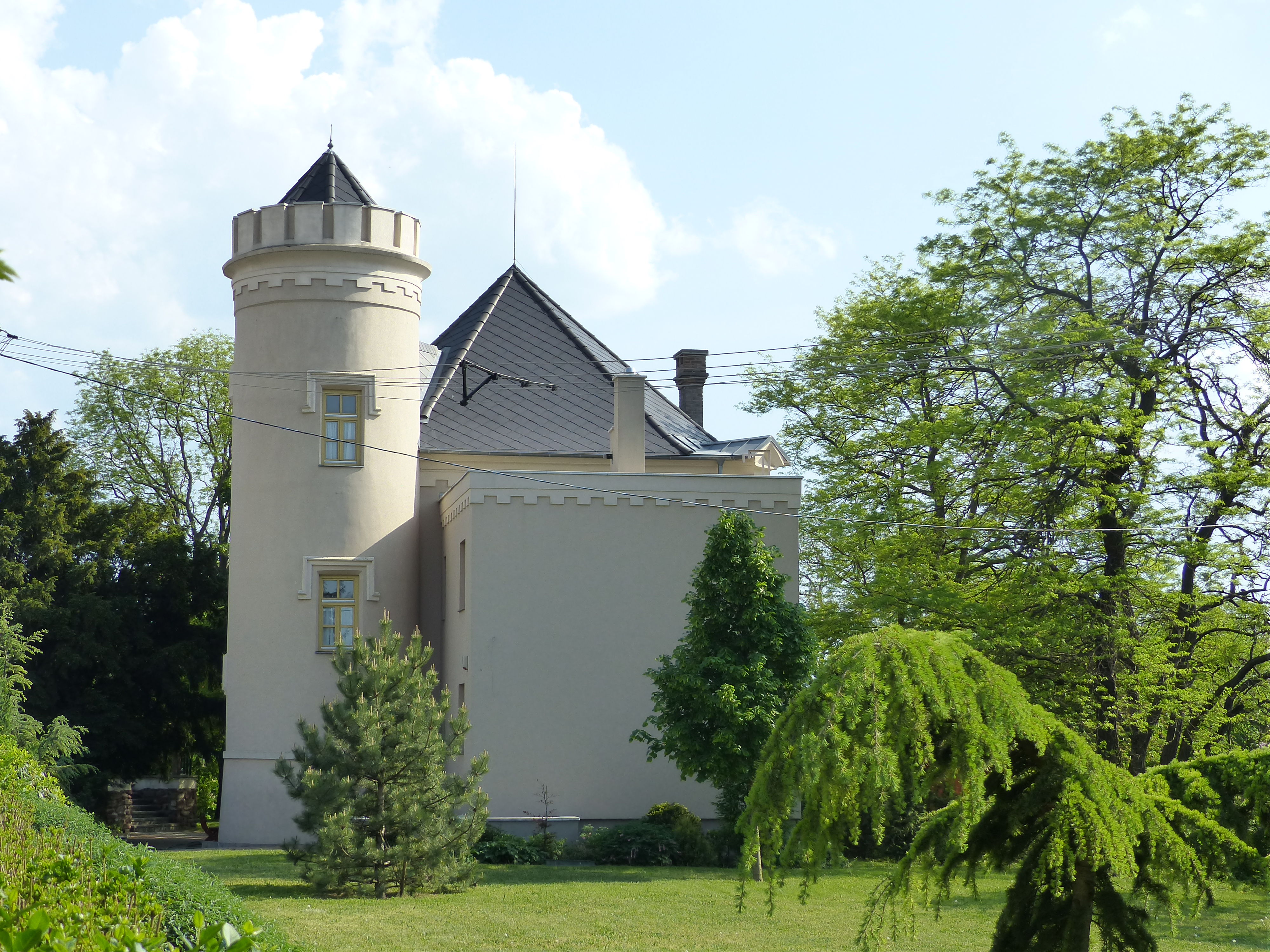
Bagolyvár